# معاملة المثليين في سانت كيتس ونيفيس
قد يواجه الأشخاص من المثليين والمثليات ومزدوجي التوجه الجنسي والمتحولين جنسياً (اختصاراً: LGBT) في سانت كيتس ونيفيس تحديات قانونية لا يواجهها غيرهم من المغايرين جنسيا. يعتبر النشاط الجنسي المثلي جريمة جنائية بعقوبة تصل حتى 10 سنوات سجنا مع أو بدون الأشغال الشاقة، يميل الرأي العام إلى معارضة حقوق المثليين، وهذا هو السبب في أن مجتمع المثليين لا يتمتع بالحماية من التمييز، ولا يتم تضمينه في قوانين جرائم الكراهية. كما أنه لا يعترف قانونيا بالعلاقات المثلية بأي شكل من الأشكال، سواء أكان زواجًا أو شراكات، ولذلك فالمنازل التي يعيش فيها الشركاء المثليون غير مؤهلة للحصول على نفس الحماية القانونية المتاحة للأزواج المغايرين.

## قانونية النشاط الجنسي المثلي

القوانين المتعلقة بالمثلية الجنسية في جزر الأنتيل الصغرى.
زواج المثليين
الاعتراف بزواج المثليين المنعقد في الخارج فقط، دون الاعتراف بعقده في الداخل
شكل آخر من أشكال الاعتراف القانوني
لا اعتراف، أو غير معروف
المثلية الجنسية غير قانونية، لكن القانون لايتم تطبيقه
المثلية الجنسية غير قانونية

تعتبر المثلية الجنسية بين الرجال غير قانونية في سانت كيتس ونيفيس. تجرم المادتان 56 و 57 من «قانون الجرائم ضد الشخص» ممارسة الجنس بين الرجال. المادة 56 من «قانون الجرائم ضد الشخص»: «جريمة الجنس من الدبر البشعة» - السجن لمدة تصل إلى 10 سنوات، مع أو بدون الأعمال الشاقة.
المادة 57 من «قانون الجرائم ضد الشخص»: «كل من يحاول ارتكاب الجريمة البشعة المذكورة، أو مذنب في أي اعتداء بنية ارتكابها، أو بأي اعتداء بذيء على أي شخص ذكر، يكون مذنباً بارتكاب جريمة، ويكون إدانته عرضة للسجن لأي مدة لا تتجاوز أربع (4) سنوات مع أو بدون الأعمال الشاقة.»
في عام 2011، قالت حكومة سانت كيتس ونيفيس إنه ليس لديها تفويض من الشعب لإلغاء تجريم المثلية الجنسية بين البالغين المتراضين. ومع ذلك، على الرغم من وجود القانون في الكتب، لم يكن هناك أي محاكمة معروفة بسبب الجنس المثلي وفقا للحكومة.
تعتبر العلاقات الجنسية بين الإناث قانونية.

## ظروف الحياة
منعت جزيرة نيفيس الكاريبية - وهي جزء من سانت كيتس ونيفيس - سفينة سياحية تقل 110 من المثليين معظمهم أمريكيون من الإرساء في 23 مارس 2005. أوقف زورق للشرطة سفينة التابعة إلى سورس إيفنتس/وينيامر بارفوت كروزيز (بالإنجليزية: Source Events/Windjammer Barefoot Cruises)‏ وأخذ قائد السفينة إلى الشاطئ لعقد اجتماع مع مسؤولي الميناء والشرطة والجمارك والهجرة، وبعد ذلك أمرت السفينة بالإبحار. أخبر المدير العام بالوكالة لسلطة الموانئ أورال براندي المراسلين أن نيفيس لا تريد أن تكون المثلية الجنسية «جزءًا من ثقافتنا».

## ملخص
| قانونية النشاط الجنسي المثلي                                                             | للذكور (العقوبة: السجن لمدة تصل إلى 10 سنوات مع أو بدون الأشغال الشاقة)/ للإناث |
| المساواة في السن القانوني للنشاط الجنسي                                                  | / للإناث                                                                        |
| قوانين مكافحة التمييز في التوظيف                                                         | No                                                                              |
| قوانين مكافحة التمييز في توفير السلع والخدمات                                            | No                                                                              |
| قوانين مكافحة التمييز في جميع المجالات الأخرى (تتضمن التمييز غير المباشر، خطاب الكراهية) | No                                                                              |
| قوانين مكافحة أشكال التمييز المعنية بالهوية الجندرية                                     | No                                                                              |
| زواج المثليين                                                                            | No                                                                              |
| الاعتراف القانوني بالعلاقات المثلية                                                      | No                                                                              |
| السماح بالتبني للشخص العازب بغض النظر عن التوجه الجنسي                                   | No                                                                              |
| تبني أحد الشريكين للطفل البيولوجي للشريك الآخر                                           | No                                                                              |
| التبني المشترك للأزواج المثليين                                                          | No                                                                              |
| يسمح للمثليين والمثليات الخدمة علناً في القوات المسلحة                                    | ليس لديها جيش                                                                   |
| الحق بتغيير الجنس القانوني                                                               | No                                                                              |
| علاج التحويل محظور على القاصرين                                                          | No                                                                              |
| الحصول على أطفال أنابيب للمثليات                                                         | No                                                                              |
| الأمومة التلقائية للطفل بعد الولادة                                                      | No                                                                              |
| تأجير الأرحام التجاري للأزواج المثليين من الذكور                                         | No                                                                              |
| السماح للرجال الذين مارسوا الجنس الشرجي التبرع بالدم                                     | No                                                                              |